# なごやドーム
もしかして
- ナゴヤドーム

ではありませんか？